# Evangelisch-Lutherse Kerk (Arnhem)
De Evangelisch-Lutherse Kerk was een kerk in de Nederlandse stad Arnhem waar gelovigen van de evangelisch-lutherse gemeente samenkwamen. De kerk is gebouwd rond 1898 naar ontwerp van architect A.R. Freem en nam de vieringen over van de vorige kerk, de Lutherse Kerk aan de Korenmarkt. Het gebouw is in neogotische stijl gebouwd en uitgevoerd als een zaalkerk. Het koor van kerk is gericht naar het koor van de nabijgelegen Sint-Martinuskerk. De kerk is een rijksmonument.
In 2017 werd de kerk uit haar functie ontheven en verkocht. Reden was de kerkgemeenschap het onderhoud van de kerk niet meer kon betalen. Het aanwezige orgel van Van Vulpen werd aan een klooster in Vilnius verkocht. De gemeenschap gaat verder kerken bij de Sint-Willibrorduskerk van de oudkatholieken.
Sinds 2018 is in het kerkgebouw een hotel-restaurant gevestigd.

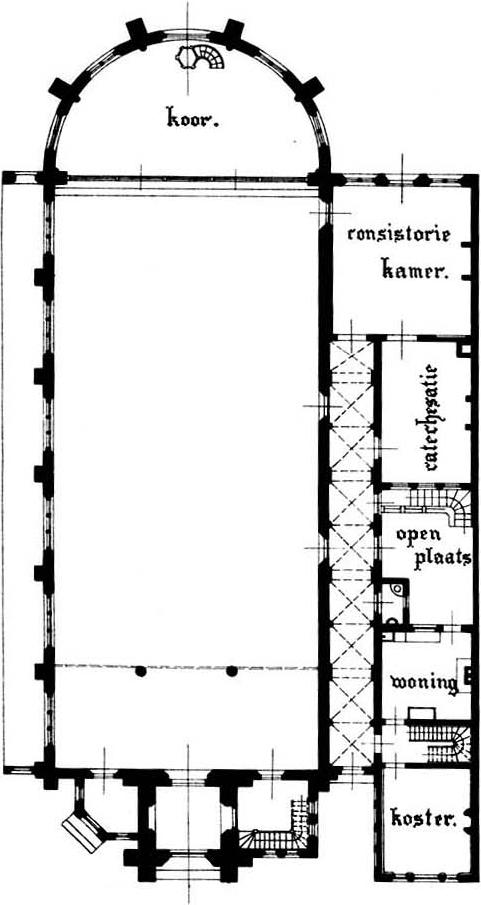
Grondplan uit 1896
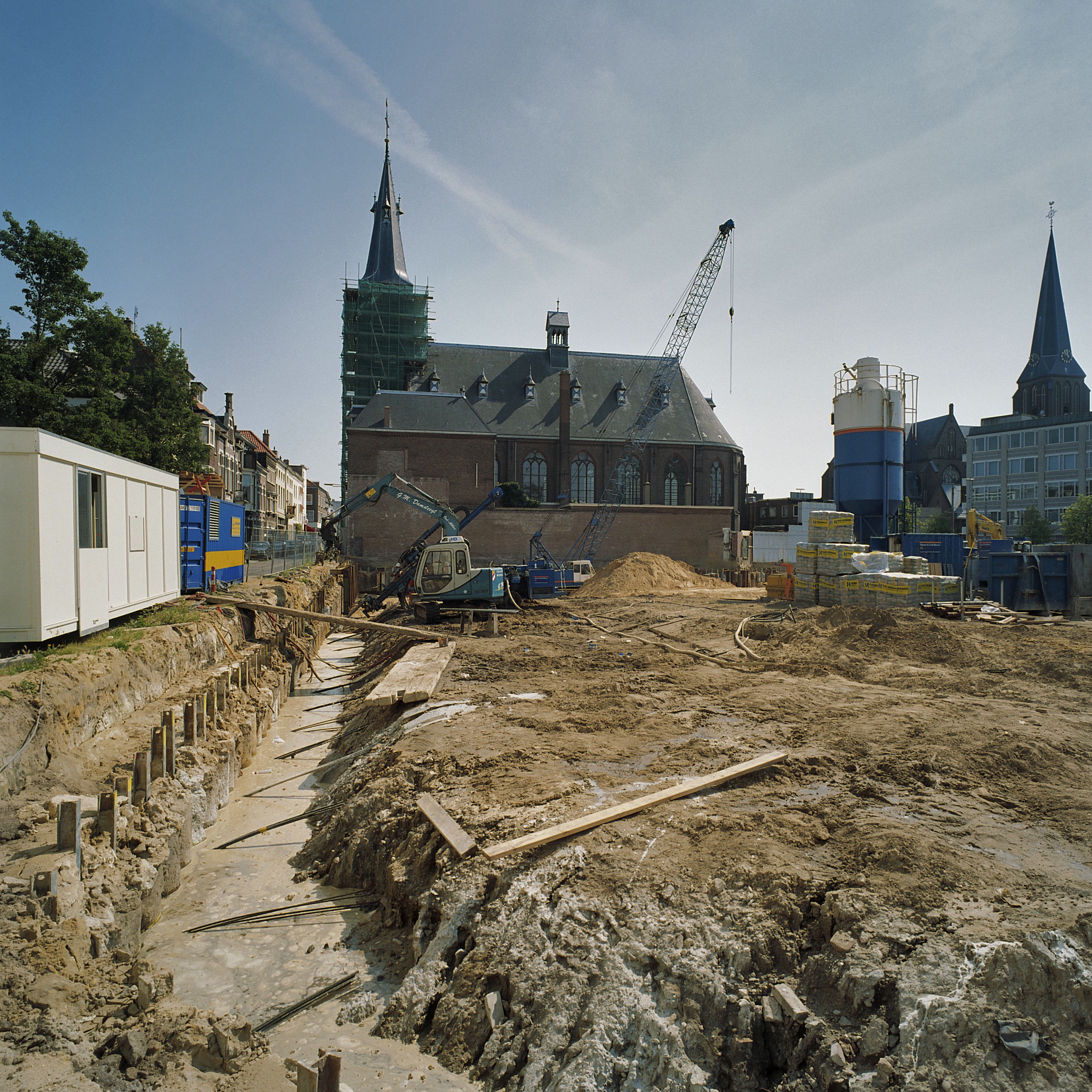
Zijaanzicht tijdens bouwwerkzaamheden in 2004
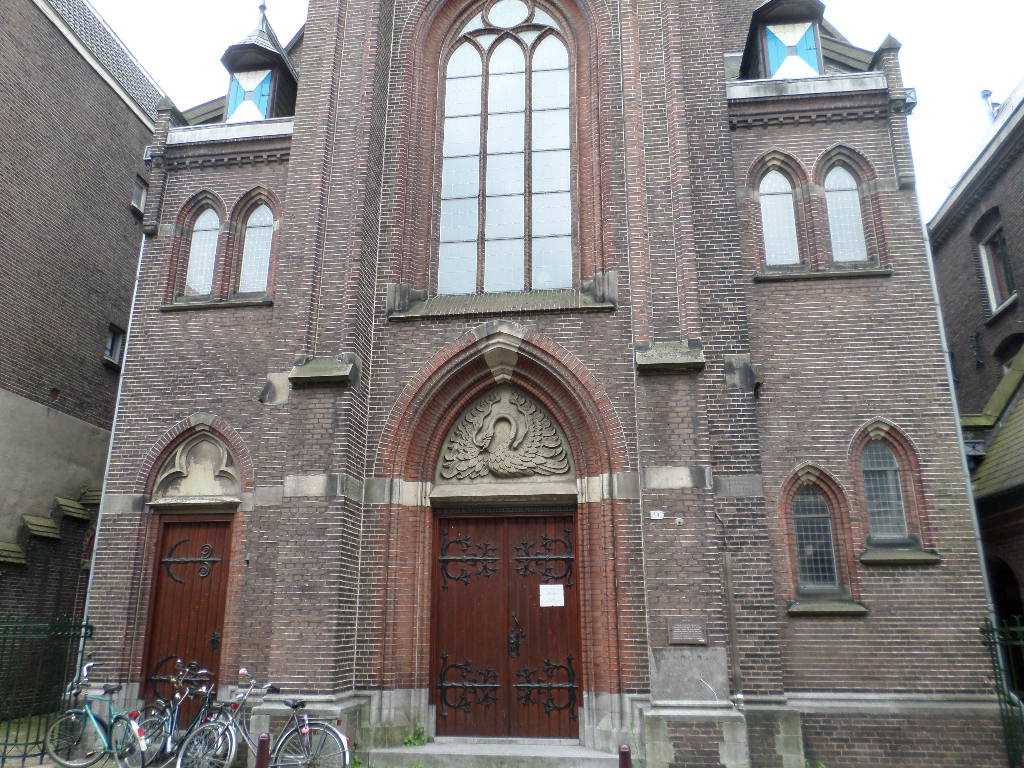
Portaal